# Hannan (Wuhan)
Der Stadtbezirk Hannan (chinesisch 漢南區 / 汉南区, Pinyin Hànnán Qū)  ist ein Stadtbezirk der Unterprovinzstadt Wuhan, der Hauptstadt der Provinz Hubei in der Volksrepublik China. Er hat eine Fläche von 287,7 km² und zählt 136.000 Einwohner (Stand: Ende 2019).

## Administrative Gliederung
Auf Gemeindeebene setzt sich der Stadtbezirk aus vier Straßenvierteln zusammen. 